# Aulendorf

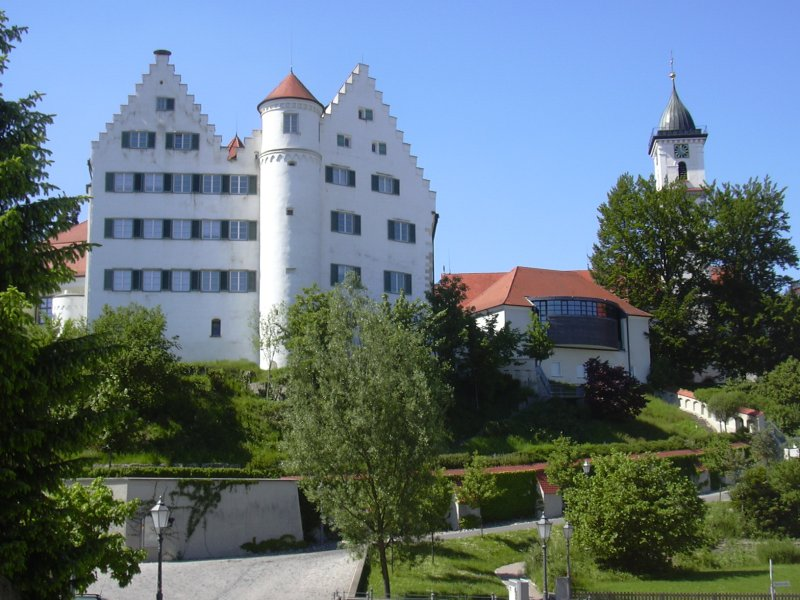
Aulendorf (castelul)

Aulendorf este un oraș în districtul Ravensburg, în Baden-Württemberg, Germania. Este situat la 20 km sud-vest de Biberach an der Riß și la 19 km la nord de Ravensburg.